# Vincetoxicum yamanakae
Vincetoxicum yamanakae är en oleanderväxtart som först beskrevs av Jisaburo Ohwi och Ohashi, och fick sitt nu gällande namn av Hiroyoshi Ohashi. Vincetoxicum yamanakae ingår i släktet tulkörter, och familjen oleanderväxter. Inga underarter finns listade i Catalogue of Life.